# Yuri Makoveychuk
Yuri Makoveychuk (ucraïnès: Юрій Маковейчук)  (Kíiv, 1961) és un artista-pintor i cineasta que treballa en el rar camp de l'animació de maniquins.

## Biografia
Makoveychuk va néixer a Kíev, Ucraïna, el 1961. El 1990 es va traslladar a Filadèlfia i més tard a la ciutat de Nova York. Va estudiar art a l'Escola Estatal d'Art Xevtxenko de Kíev (els seus companys també incloïen Roman Turovsky i Alina Panova). Va continuar els seus estudis d'art a l'Acadèmia d'Art Estatal de Kíev (BFA) i a l'Institut d'Art de Filadèlfia (MFA).

## Carrera professional

### Pintura
- Designing Intelligence. Exhibició (Universitat Atlàntica de Florida).[1]

### Cinema
Makoveychuk va produir dos llargmetratges d'animació, Radioman (1999) i The Institute (2003). Radioman va guanyar el premi del Festival d'animació de Parma.

### Escenografia
Makoveychuk va participar (en qualitat de dissenyador de producció) en nombroses produccions de cinema independent i televisió a Europa, sobretot la pel·lícula noruega Icekiss del 2008, així com en Three Mosqueteers i Twelve Chairs. També va participar en la realització dels decorats per a les actuacions de Maria Burmaka i Verka Serdyuchka. També ha estat actiu com a artista escènic (Great Expectations, Godzilla, As Good As It Gets, i DeviI's Advocate, entre d'altres).

## Filmografia
- Radioman (1999)
- The Institute (2003)

## Refereències
1. ↑  «Designing Intelligence». Florida Atlantic University. Arxivat de l'original el 2010-03-14. [Consulta: 26 febrer 2022].
2. 1 2  «Людмила Гурченко Сыграет Роль Жены Кисы Воробьянинова, А Анжелика Варум -- Эллочки-Людоедки» (en rus). Prazdnik Info.
3. ↑  «Верка Сердючка пригласила на новоселье «BONEY M» (Verka Serduchka convidada a la inauguració de la casa "BONEY M")» (en ucraïnès). KP. Arxivat de l'original el 2013-07-17. [Consulta: 26 febrer 2022].